# Safia surrecta
Safia surrecta är en fjärilsart som beskrevs av Dyar 1914. Safia surrecta ingår i släktet Safia och familjen nattflyn. Inga underarter finns listade.